# Song on the radio
Song on the radio is een single van Al Stewart. Het is de tweede single afkomstig van zijn album Time passages.
Een liedje op de radio tijdens een lange autorit doet Stewart terugdenken aan zijn vriendin. Het was genoeg voor een 29e plek in negen weken tijd in de Billboard Hot 100. Noch in Nederland, noch in België, noch in het Verenigd Koninkrijk werd het een hit.
B-kant A man for all seasons gaat over Thomas More, ooit vertrouweling en raadsman van Hendrik VIII van Engeland. Hij viel later in ongenade door zijn houding tegenover de reformatie en Hendriks huwelijk met Anna Boleyn. More werd opgesloten, kreeg een (schijn)proces en werd onthoofd.